# Riesenfossa
Die Riesenfossa (Cryptoprocta spelea; Malagasy fosa mainty ‚schwarze Fossa‘) ist eine ausgestorbene Raubtierart, die auf Madagaskar endemisch war. Ihre Existenz als eigenständige Art war lange umstritten, aber es gilt heute als gesichert, dass die Riesenfossa zusammen mit der Fossa und möglicherweise einer dritten Art, Cryptoprocta antamba, die Gattung Cryptoprocta bildet.
Riesenfossas konnten vermutlich bis zu 2 m lang werden und wogen etwa 17 kg. Ihre Hauptnahrung bildeten wahrscheinlich heute ebenfalls ausgestorbene Riesenlemuren.
Der genaue Zeitraum des Aussterbens der Riesenfossas ist unbekannt. Fossilfunde im Nordwesten Madagaskars lassen darauf schließen, dass die Riesenfossa jedenfalls noch nach 6000 v. Chr. gelebt hat und wahrscheinlich vor 500 n. Chr. ausgestorben ist. Daher spielte der Mensch vermutlich keine Rolle, der vor ca. 2500 Jahren die Insel erreichte. Allerdings beschrieb Étienne de Flacourt noch 1658 eine « Antamba, c’est une beste grande comme un grand chien qui a la teste ronde, & au rapport des Negres, elle a la ressemblance d’un Leopart, elle deuore les hommes & les veaux. Elle est rare & ne demeure que dans les lieux des montagnes les moins frequentez. » (Étienne de Flacourt, deutsch: „Antamba, ein Raubtier wie ein großer Hund mit einer runden Schnauze, das nach Berichten der Neger einem Leoparden ähnelt und Mensch wie Vieh frisst. Dieses Tier sei sehr selten und nur in den einsamsten Bergregionen zu finden.“)
Die Antamba könnte eine Riesenfossa gewesen sein.

## Weblink
- Cryptoprocta spelea in der Roten Liste gefährdeter Arten der IUCN 2013.2. Eingestellt von: Hoffmann, M., 2008. Abgerufen am 6. Dezember 2013.